# Мирза Делимеджац
Мирза Делимеджац (на сръбски: Мирза Делимеђац) е сръбски футболист, който играе на поста дефанзивен полузащитник. Състезател на Кукеси.

## Кариера
На 17 юли 2019 г. Делимеджац подписва с Нови Пазар. Дебютира на 3 август при равенството 1:1 като гост на Синджелич Белград.

### Септември София
На 6 юни 2022 г. Мирза е обявен за ново попълнение на софийския Септември. Прави дебюта си на 18 юли при победата с 1:3 като гост на Хебър.